# 25ª edizione della Nongshim Cup
La 25ª edizione della Nongshim Cup è stata una competizione di Go internazionale a squadre disputata tra il 17 ottobre 2023 e il 23 febbraio 2024 tra le squadre di Corea del Sud, Repubblica Popolare Cinese e Giappone. La squadra cinese si è portata sul 7–0 grazie alle sette vittorie consecutive di Xie Erhao, ma la vittoria finale è andata alla squadra sudcoreana, che grazie alle sei vittorie consecutive del suo giocatore di punta, Shin Jin-seo, ha recuperato uno svantaggio di 0–4; la squadra giapponese si è classificata terza, con una sola vittoria e cinque sconfitte.

## Partecipanti
Alla competizione hanno partecipato tre squadre nazionali, ciascuna composta da cinque goisti professionisti:
 Corea del Sud
Shin Jin-seo 9d, Park Jung-hwan 9d, Won Sung-jin 9d, Seol Hyun-jun 8d, Byun Sang-il 9d;
 Cina
Ding Hao 9d, Gu Zihao 9d, Ke Jie 9d, Xie Erhao 9d, Zhao Chenyu 9d;
 Giappone
Ichiriki Ryo 9d, Shibano Toramaru 9d, Iyama Yuta 9d, Kyo Kagen 9d, Yu Zhengqi 8d.

## Svolgimento
La competizione si svolge secondo il formato vinci-e-continua: si affrontano i primi due goisti, il perdente esce dalla competizione, il vincitore continua ad affrontare gli avversari finché non viene sconfitto a sua volta; la squadra che elimina tutti gli avversari vince.
La prima fase della competizione è consistita in 4 incontri disputati a Pechino dal 17 al 20 ottobre 2023; la seconda si è disputata a Pusan dal 30 novembre al 4 dicembre; gli ultimi cinque incontri sono stati dispuitati a Shanghai tra il 19 e il 23 febbraio 2024.
| Data             | Vincitore    | Risultato | Sconfitto        |
| ---------------- | ------------ | --------- | ---------------- |
| 17 ottobre 2023  | Kyo Kagen    | B+R       | Seol Hyun-jun    |
| 18 ottobre 2023  | Xie Erhao    | B+R       | Kyo Kagen        |
| 19 ottobre 2023  | Xie Erhao    | N+0,5     | Byun Sang-il     |
| 20 ottobre 2023  | Xie Erhao    | B+R       | Shibano Toramaru |
| 30 novembre 2023 | Xie Erhao    | B+0,5     | Won Sung-jin     |
| 1 dicembre 2023  | Xie Erhao    | B+R       | Ichiriki Ryo     |
| 2 dicembre 2023  | Xie Erhao    | B+R       | Park Jung-hwan   |
| 3 dicembre 2023  | Xie Erhao    | B+R       | Yu Zhengqi       |
| 4 dicembre 2023  | Shin Jin-seo | N+R       | Xie Erhao        |
| 19 febbraio 2024 | Shin Jin-seo | N+R       | Iyama Yuta       |
| 20 febbraio 2024 | Shin Jin-seo | B+R       | Zhao Chenyu      |
| 21 febbraio 2024 | Shin Jin-seo | B+2,5     | Ke Jie           |
| 22 febbraio 2024 | Shin Jin-seo | B+R       | Ding Hao         |
| 23 febbraio 2024 | Shin Jin-seo | B+R       | Gu Zihao         |

Risultati:
- Corea del Sud: 6–4
- Cina: 7–5
- Giappone: 1–5

Con la vittoria sul cinese Ding Hao, il sudcoreano Shin Jin-seo ha stabilito il record di 15 vittorie consecutive nel corso della Nongshim Cup, superando le 14 vittorie consecutive di Lee Chang-ho.
Per le sue sette vittorie consecutive, il cinese Xie Erhao ha ricevuto 50 milioni di won (10 milioni per le prime tre vittorie, più 10 milioni per ogni partita vinta successivamente); per le sue sei vittorie consecutive il sudcoreano Shin Jin-seo ha ricevuto 40 milioni di won, più 100 milioni di won come parte della squadra vincitrice.